# Franse presidentsverkiezingen 1995
De Franse presidentsverkiezingen 1995 waren de zesde presidentsverkiezingen tijdens de Vijfde Franse Republiek. Jacques Chirac werd bij deze verkiezingen gekozen tot president van Frankrijk. 
De eerste ronde vond plaats op 23 april 1995, waaraan negen kandidaten deelnamen. De voornaamste kandidaten waren Jacques Chirac van de centrumrechtse Rassemblement pour la République (RPR) en Lionel Jospin van de centrumlinkse Parti socialiste (PS). Édouard Balladur, sinds 1993 minister-president en een partijgenoot van Chirac was een belangrijke outsider: hij had zich ontpopt tot een relatief populaire figuur en besloot zich kandidaat te stellen, hoewel dit tegen de wens in ging van Chirac, die liever als enige kandidaat van de RPR aan de verkiezingen had meegedaan. Uiteindelijk wonnen Jospin en Chirac met respectievelijk 23,30% en 20,84% van de stemmen en plaatsen zich daarvoor voor de tweede en beslissende ronde, twee weken later.
De tweede ronde werd met 52,62% van de stemmen gewonnen door Chirac, terwijl Jospin bleef steken op 47,36% van de stemmen.

## Voornaamste kandidaten
| Afbeelding | Naam             | Leeftijd   | Verdere informatie |
| --- | ---------------- | ---------- | --- |
| Jacques Chirac                                                                                                 | Jacques Chirac   | 63 jaar    | - Kandidaatstelling: november 1994 - Bestuurlijk carrière: Premier van Frankrijk (1974-1976, 1986-1988) burgemeester van Parijs (1977-1995) - Politieke oriëntatie: centrumrechts, gaullist, liberaal conservatief - Politieke partij(en): PCF (voor 1962), UNR (1962-1968), UDR (1968-1971), RPR (1971-) - Politieke ideeën: Verhoging minimumloon, belastingverlagingen, terugdringen werkloosheid en begrotingstekort                       |
| Lionel Jospin                                                                                                  | Lionel Jospin    | 57 jaar    | - Kandidaatstelling: 5 februari 1995 - Bestuurlijke carrière: Minister van Sport (1988-1991), minister van Onderwijs (1988-1992) Eerste secretaris van de Parti socialiste - Politieke oriëntatie: centrumlinks, sociaaldemocraat - Politieke partij(en): PS - Politieke ideeën: Terugdringen werkloosheid, verkorting werkweek tot 35 uur, verhoging van de uitkeringen, meer aandacht voor het milieu, belastingverhogingen hoogste inkomens |
| Édouard Balladur                                                                                               | Édouard Balladur | 65/66 jaar | - Kandidaatstelling: 18 januari 1995 - Bestuurlijke carrière: Minister van Financiën (1986-1988), premier van Frankrijk (1993-1995) - Politieke oriëntatie: centrumrechts, liberaal - Politieke partij(en): PRP (gesteund door de UDF) - Politieke ideeën: Liberalisering van de economie, samenwerking met het politieke midden (UDF) |
| Bron: H. ter Borg e.a. (hoofdred.): De Wereld in 1995, Uitgeverij Spectrum Elsevier A'dam/Brussel 1996, p. 145 |                  |            | |

## Kiessysteem
Uitgangspunt van de verkiezingen is, dat in één ronde een kandidaat de meerderheid van de stemmen krijgt. Omdat van de vele kandidaten normaal er geen in één keer de meerderheid krijgt, moet er een tweede ronde worden gehouden tussen de twee kandidaten, die in de eerste ronde de meeste stemmen hebben gekregen.

## Uitslag eerste ronde
Volgens de officiële uitslag hadden Jospin en Chirac op 23 april 1995 de meeste stemmen gekregen, zodat zij het tegen elkaar opnamen in de tweede ronde. Deze vond plaats op 7 mei 1995.
| Kandidaat               | Partij                                                               | Stemmen    | %      |
| ----------------------- | -------------------------------------------------------------------- | ---------- | ------ |
| Lionel Jospin           | Parti socialiste                                                     | 7.097.786  | 23,30% |
| Jacques Chirac          | Rassemblement pour la République                                     | 6.348.375  | 20,84% |
| Édouard Balladur        | Rassemblement pour la République/ Union pour la démocratie française | 5.658.796  | 18,58% |
| Jean-Marie Le Pen       | Front national                                                       | 4.570.838  | 15,00% |
| Robert Hue              | Parti communiste français                                            | 2.632.460  | 8,64%  |
| Arlette Laguiller       | Lutte ouvrière                                                       | 1.615.552  | 5,30%  |
| Philippe de Villiers    | Mouvement pour la France                                             | 1.443.186  | 4,74%  |
| Dominique Voynet        | Les Verts                                                            | 1.010.681  | 3,32%  |
| Jacques Cheminade       | Fédération pour une nouvelle solidarité                              | 84.959     | 0,28%  |
| Totaal (opkomst 78,38%) |                                                                      | 30.462.633 | 100%   |

## Uitslag tweede ronde
In de tweede ronde op 7 mei 1995 behaalde Jacques Chirac de overwinning met 52,62% van de stemmen tegen 47,36% voor Lionel Jospin. Daarmee werd Chirac gekozen tot president van Frankrijk.
| Kandidaat               | Partij                           | Stemmen    | %      |
| ----------------------- | -------------------------------- | ---------- | ------ |
| Jacques Chirac          | Rassemblement pour la République | 15.763.027 | 52,64% |
| Lionel Jospin           | Parti socialiste                 | 14.180.644 | 47,36% |
| Totaal (opkomst 79,66%) |                                  | 29.943.671 | 100%   |